# Paul Seixas
Paul Seixas (Lyon, 24 de septiembre de 2006) es un ciclista francés que compite con el equipo Decathlon AG2R La Mondiale Team.

## Biografía

### Época amateur
En 2021, se proclamó Campeón de Francia Cadete de Ruta y subcampeón de Francia de Ciclocross.
En 2022, se proclamó Campeón de Francia Cadete de Ciclocross y terminó 4.º en el Campeonato de Francia de Ruta.
En la temporada 2022-2023, en ciclocross, ganó seis pruebas y terminó 5.º en el Campeonato de Francia.
En 2023, se unió al equipo AG2R Citroën Sub-19. Con ellos, destacó su tercer puesto en la Eroica Juniores de Siena, su octavo puesto en la E3 Classic Juniors y su segundo puesto en el Tour du Valromey. Seleccionado para el Campeonato Mundial de Ciclismo en Carretera, terminó vigésimo quinto en esta carrera.
En enero de 2024, se proclamó campeón de Francia de ciclocross júnior. Debido a una lesión de muñeca, no pudo competir en el Campeonato Mundial de Ciclocross.[3] Durante la temporada de ciclismo en carretera, su segundo año como júnior, estuvo a punto de subir al podio. En mayo, ganó la Lieja-Bastoña-Lieja Júnior·y, posteriormente, el título nacional de contrarreloj.
Luego destacó en las rondas de la Copa de Naciones júnior, terminando tercero en el Trofeo Centro Morbihan, detrás de dos corredores franceses, y ganando el Tour del Pays de Vaud. Luego ganó por un amplio margen la Clásica de los Alpes júnior y la Junior Classic Région Sud, dos carreras de montaña, pero nuevamente tuvo que conformarse con el segundo lugar en el Tour du Valromey, detrás del intocable campeón del mundo Albert Philipsen.
En septiembre, ganó la primera etapa, así como la clasificación general, por puntos y de montaña del Giro de la Lunigiana. Unos días después, subió al podio del Campeonato Europeo de Ruta antes de coronarse campeón del mundo en la contrarreloj júnior, una primicia para un ciclista francés.
El 18 de septiembre de 2024, Decathlon AG2R La Mondiale Team anunció que el ciclista se convertiría en profesional a los 17 años, sin pasar por el equipo de desarrollo. Según L'Équipe, con sus 13 victorias en 2024, Paul Seixas era "muy solicitado por todos los equipos de élite".

### Carrera profesional

#### 2025: primeros podios entre profesionales a los 18 años
Paul Seixas logró su primer podio como profesional a los 18 años, en la París-Camembert a principios de abril. Fue superado en un sprint en grupo reducido por Lander Loockx, del equipo Unibet Tietema Rockets, y terminó segundo.
A finales de abril, brilló en el Tour de los Alpes: tercero en la primera etapa, subió al segundo puesto del podio al día siguiente. Tras un mal día que le hizo perder unos diez puestos en la clasificación general, se escapó en la última etapa. Dos veces en la final con su compañero de equipo Nicolas Prodhomme, Paul Seixas no disputó el sprint y volvió a terminar segundo, mientras su equipo quería que ganara la etapa. Ganó la clasificación por puntos de esta carrera y terminó duodécimo en la clasificación general.
A principios de junio, comenzó el Critérium del Dauphiné, convirtiéndose en el ciclista más joven de la era moderna en participar. Tras unas tres primeras etapas controladas, Seixas realizó una excelente actuación en la contrarreloj entre Charmes-sur-Rhône y Saint-Péray, terminando décimo en la etapa. El francés ascendió al undécimo puesto en la clasificación general provisional, a poco más de un minuto del maillot amarillo. Terminó undécimo y luego decimotercero en las dos últimas etapas, terminando octavo en la clasificación general final y siendo el primer francés. Se convirtió así en el ciclista más joven de la historia en alcanzar el top 10 final de una carrera por etapas del  UCI World Tour.

## Palmarés
- Aún no ha conseguido victorias como profesional.

## Resultados

### Vueltas menores
| Carrera | Carrera                | 2025 |
| ------- | ---------------------- | ---- |
|         | Critérium del Dauphiné | 8.º  |

### Clásicas y Campeonatos
| Carrera              | Carrera              | 2025 |
| -------------------- | -------------------- | ---- |
| Francia en Ruta      | Francia en Ruta      | 9.º  |
| Francia Contrarreloj | Francia Contrarreloj | 3.º  |

—: No participa 

Ab.: Abandona 

X: No se disputó

## Equipos
- Decathlon AG2R La Mondiale Team (2025-)